# 深圳博物馆

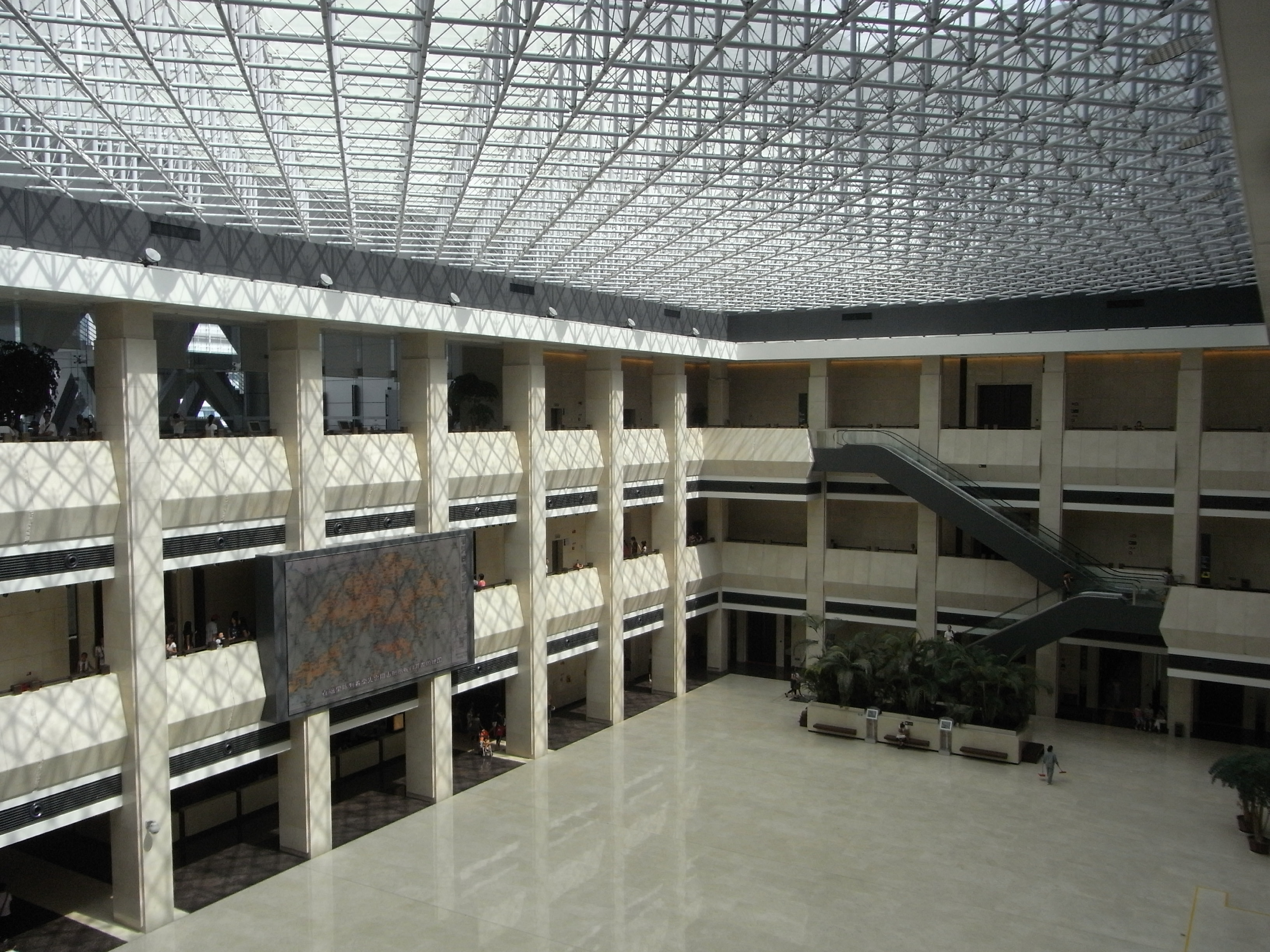
历史民俗馆內景

深圳博物馆是深圳市文化广电旅游体育局直属的综合性博物馆，由历史民俗馆、古代艺术馆、深圳改革开放展览馆和东江游击队指挥部旧址组成。

## 历史
深圳博物馆原址位于同心路6号，于1988年11月建成开馆，2020年12月重新开放，现为古代艺术馆，是深圳经济特区成立初期兴建的八大文化设施之一。
深圳博物馆现址位于福田区福中路市民中心A区，为历史民俗馆，于2008年12月25日建成开馆，是一座以地方性为主的综合类博物馆，其建筑主体是深圳市民中心的一部分，位于其东翼。总占地面积12500平方米，建筑面积32000平方米，博物馆总投资达2.4亿元人民币。
深圳改革开放展览馆位于深圳市当代艺术与城市规划馆的四楼和五楼，于2018年11月8日对外开放。
东江游击队指挥部旧址位于罗湖区南庆街13号，2012年划归深圳博物馆管理。
2012年，深圳博物馆被国家文物局核定为第二批国家一级博物馆。

## 展览与陈列

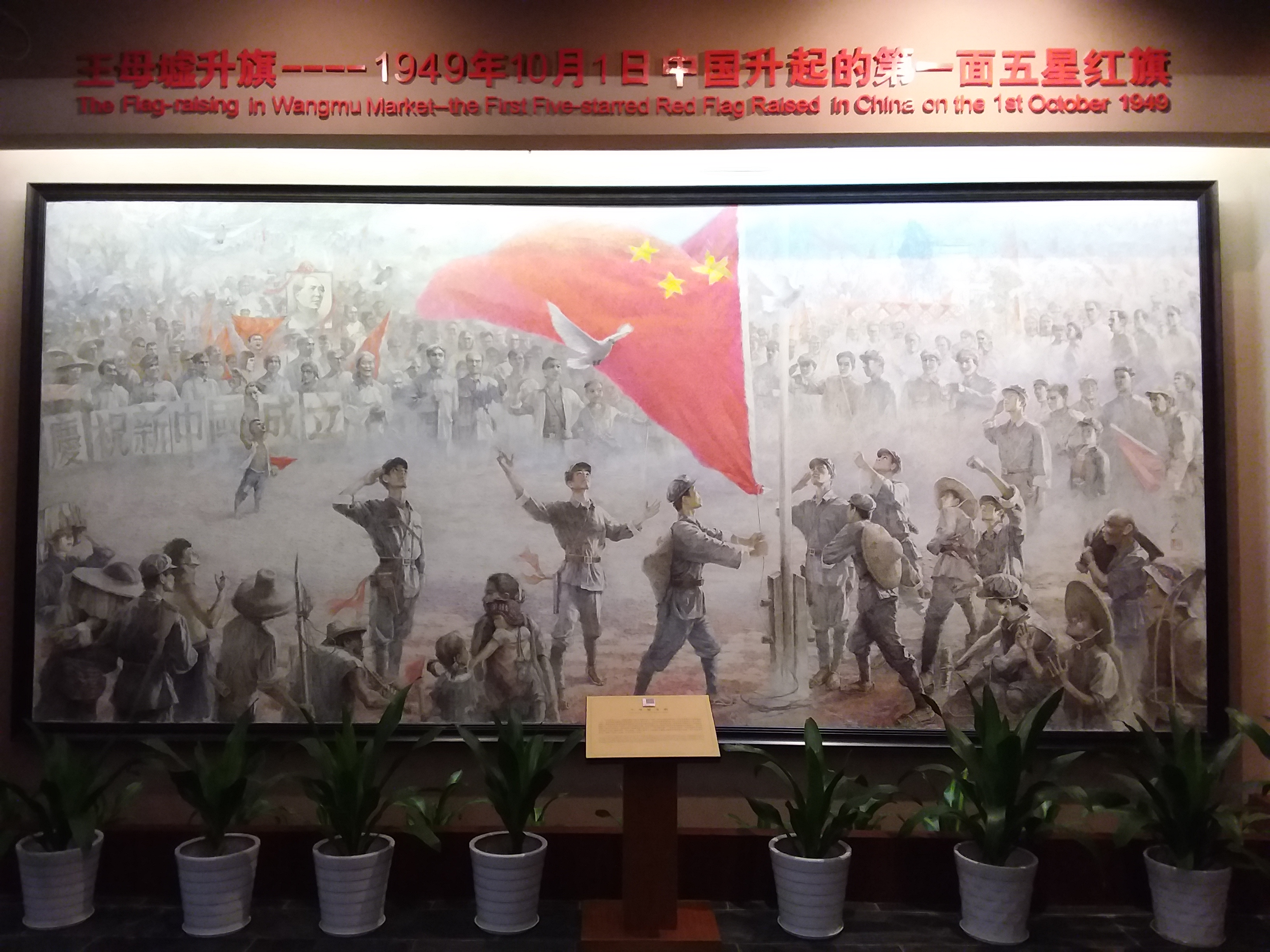
历史民俗馆近代深圳展厅

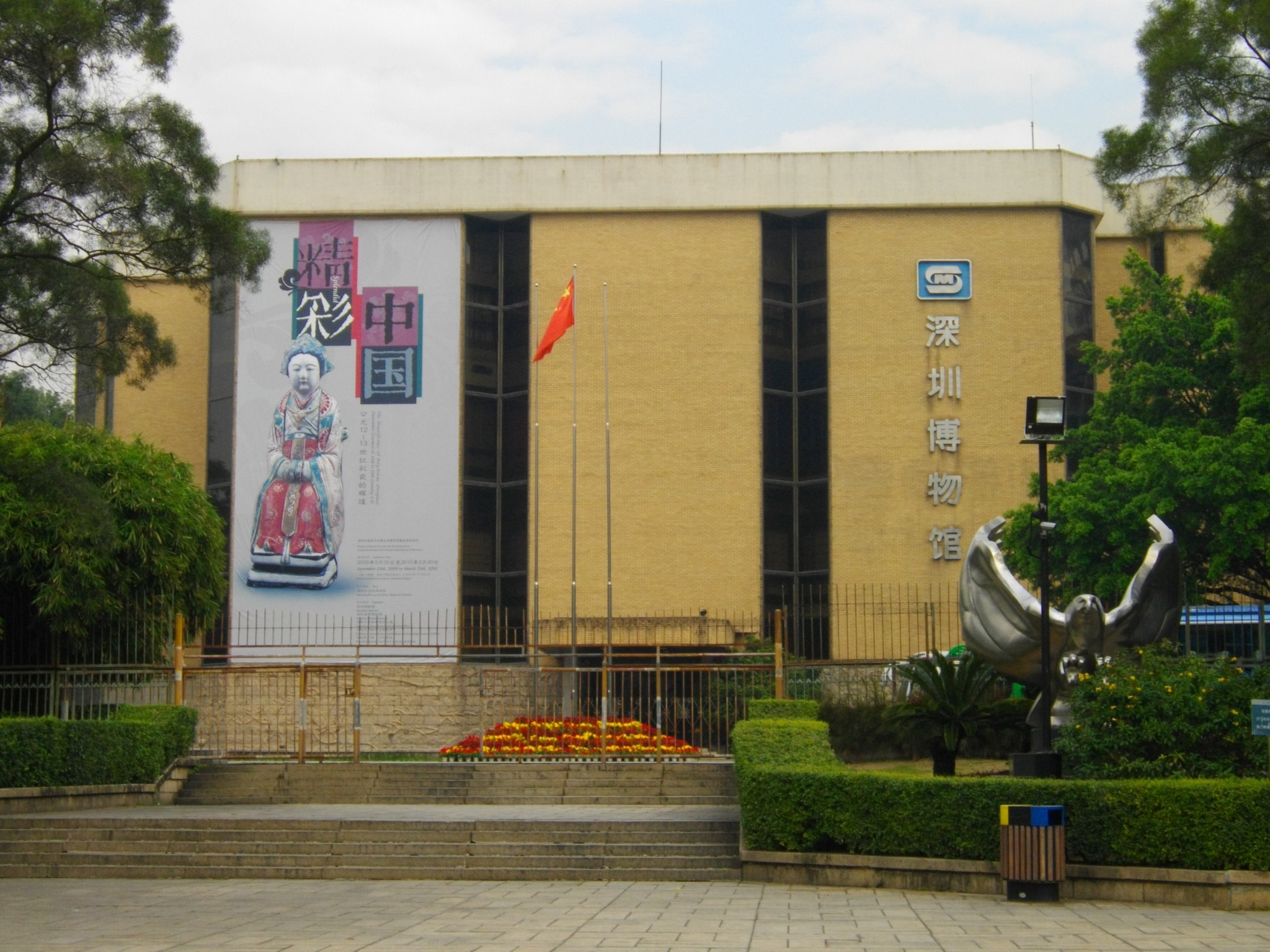
古代艺术馆

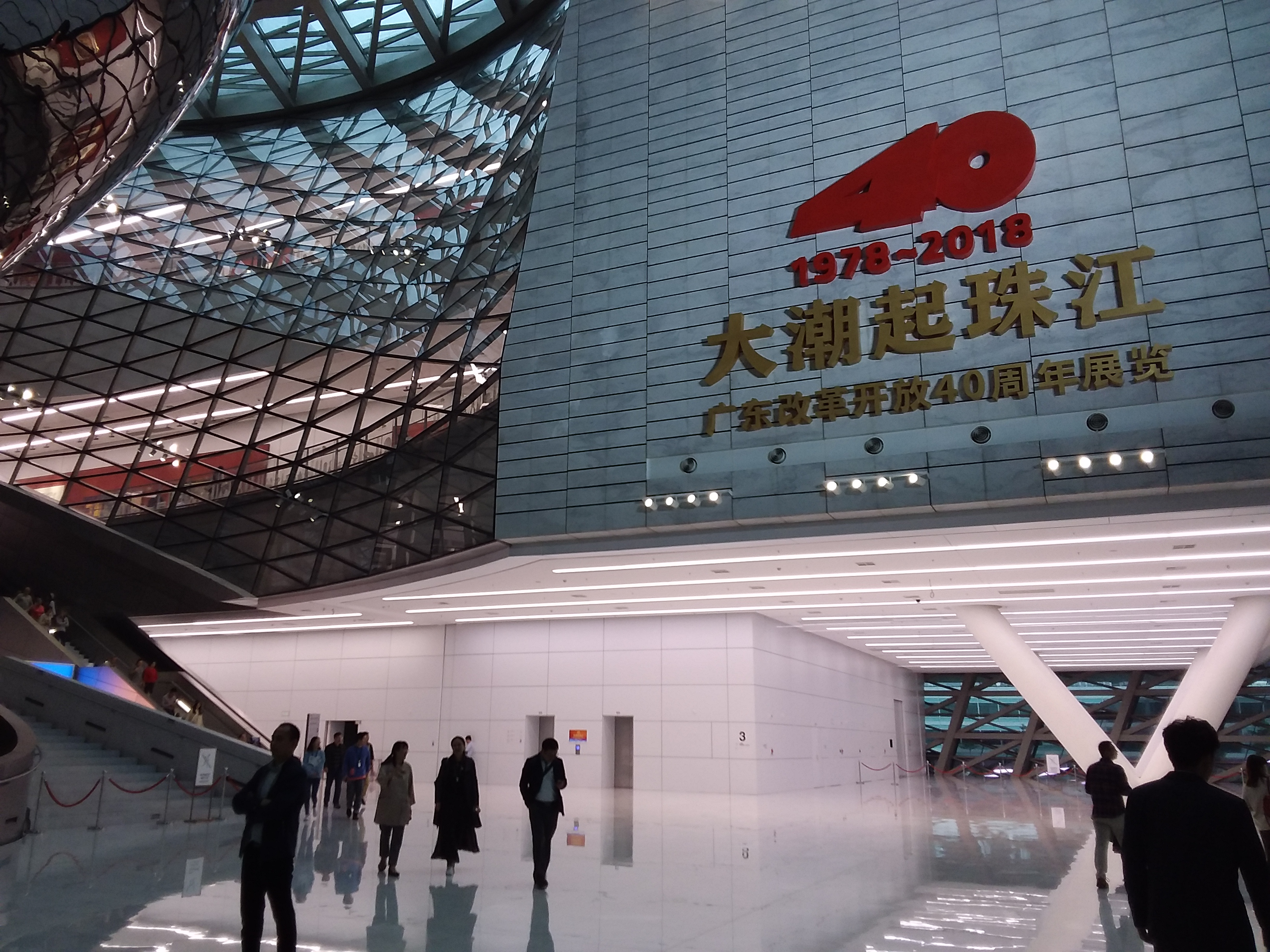
深圳改革开放展览馆

### 历史民俗馆
历史民俗馆共有五项基本陈列：
- 古代深圳展厅：位于二楼，展览面积713平方米。主要展示深圳的考古发现及深圳地区自人类活动开始到清朝鸦片战争前夕6000年历史。
- 近代深圳展厅：位于二楼，展览面积1237平方米。主要展示1839年深圳自鸦片战争前夕至1949年中华人民共和国成立的百余年历史。包括割让香港、三洲田起义、省港大罢工、抗日战争等重要历史事件，另有专门部分展示100多年来反映深圳地区民生情况的图片、实物及再现实景。
- 深圳民俗展厅：位于二楼，展览面积1860平方米。主要展示深圳地区传统的民俗文化，包括地区民俗、广府民俗、客家民俗及海洋文化民俗。
- 深圳改革开放史展厅：位于三楼，展览面积3235平方米，共设四个展厅。主要展示深圳自1978年改革开放至2008年30年间深圳取得的巨大建设成就及发展。
- 世界野生动物标本展：位于一楼，共设两个展厅。主要展示肯尼斯·尤金·贝林向深圳博物馆无偿捐赠的野生动物标本[4]。

此外，博物馆临时展览也设在一楼。

### 古代艺术馆
古代艺术馆共有两项常设陈列：
- 问陶之旅——深圳博物馆陶瓷展：位于10号厅，展出深圳博物馆历年保藏积累的陶瓷精品300件（组），涵盖从新石器到明清的各个时期，展示了中国各历史阶段陶瓷文化发展史。
- 吉金春秋——深圳博物馆铜器展：位于11、12、13号厅，展出深圳博物馆历年保藏积累的精华铜器303件（组），主要包括礼乐器、兵器、铜镜、货币、造像、仿古铜器等，反映中国不同时期的历史文化和工艺技术。

### 深圳改革开放展览馆
深圳改革开放展览馆的常设陈列为《大潮起珠江——广东改革开放40周年展览》，该展运用照片、实物、视频、模型、场景、雕塑，以及高科技互动体验项目，展现广东改革开放40年以来的发展历史。

### 东江游击队指挥部旧址
东江游击队指挥部旧址原为鸿安酒家，1938年曾作为东江游击队指挥部，是深圳市第一批市级文物保护单位，常设陈列为《叶挺将军与深圳》，展览包括百余幅历史图片及若干历史文物复制件，展示叶挺负责深圳地区抗日战争期间的历史。